# 마시 오카
마사요리 "마시" 오카(영어: Masayori "Masi" Oka, 1974년 12월 27일 ~ )는 미국에서 활동하는 일본 출신의 배우이자, 특수 효과 기술자이며, 본명은 오카 마사요리(일본어: 岡 政偉)다.

## 생애
일본의 도쿄도 시부야구에서 태어나 6살 때 미국의 로스앤젤레스로 이주하였으며, 8살 때 퀴즈쇼에 출연한 것을 계기로 언론에 자주 소개되었다. 1987년에는 아시아계 천재들 중의 한 명으로서 《타임》지의 표지 모델로 소개되었다. 브라운 대학교를 졸업한 후에 단역 배우와 특수 효과 기술자로 활동하다가, 2006년에 자신이 시각 효과를 담당하던 미국 드라마 《히어로즈》에 히로 나카무라(Hiro Nakamura) 역으로 출연한 것을 계기로 여러 작품에서 주조연을 맡기 시작했고, 2017년 현재도 배우와 특수 효과 기술자로 활동하고 있다. 주로 미국에서 활동하고 있으며, 국적은 일본이다.

## 출연 작품
| 연도      | 방송사 | 제목              | 배역          | 비고 |
| --------- | ------ | ----------------- | ------------- | ---- |
| 2006-2010 | NBC    | 히어로즈 (드라마) | 히로 나카무라 |      |
| 2010-2017 | CBS    | 하와이 파이브-0   | 맥스 버그만   |      |

| 연도 | 제목            | 배역   | 비고       |
| ---- | --------------- | ------ | ---------- |
| 2008 | 겟 스마트       | 브루스 |            |
| 2018 | 메가로돈        | 토시   |            |
| 2019 | 스파이 지니어스 | 키무라 | 애니메이션 |